# Pablo Saraví
Pablo Saraví (Paraná,Entre Ríos; 4 de abril de 1962) es un violinista argentino de larga carrera como concertino.

## Trayectoria
Violinista y violista, discípulo de Miguel Puebla en Mendoza, Szymsia Bajour, Alberto Lysy y Yehudi Menuhin de 1987 a 1990 estudió en Suiza. Allí, Menuhin lo nombró Profesor Asistente en su Academia Internacional. Junto a Lysy y Menuhin tocó en numerosos conciertos como solista en Europa. Se presentó en casi todos los países de las tres Américas y de Europa, además de hacerlo en Rusia, China, Vietnam, Tailandia, Israel y norte de África. Es Primer Violín y miembro fundador de la World Orchestra for Peace iniciada en 1995 por Georg Solti y continuada por Valery Gergiev. 
Obtuvo varios Premios Konex, la mayoría como líder de grupos sinfónicos o de cámara, y dos de ellos de manera personal. En 2009 recibió el Konex de Platino.
Pablo Saraví ha sido Concertino adjunto y director asistente de la Camerata Bariloche. Es miembro fundador (1995) y Primer Violín de la World Orchestra for Peace, creada por Sir Georg Solti. Además, es concertino de la Academia Bach de Buenos Aires. 
En 2009 fundó el Cuarteto Petrus, con el que ha ganado varios premios en la Argentina (Konex, Asociación de Críticos Musicales de la Argentina) y en Italia.
Actuó como solista en el Teatro Colón y ha grabado diversos álbumes con música argentina y europea. 
Experto e investigador en la historia de la luthería de instrumentos de arco, ha escrito cuatro libros editados en la Argentina y en Europa. 
Es miembro de la Violin Society of America y con frecuencia ofrece conferencias sobre instrumentos de cuerda en distintas partes del mundo.
Recibió dos veces consecutivas, en 1999 y 2009, el Premio Konex (en 2009 el de Platino). Discípulo de Miguel Puebla, Szymsia Bajour, Alberto Lysy y Yehudi Menuhin, ha ganado el Primer Premio en todos los concursos argentinos de su especialidad, incluyendo el Concurso Argentino de Música y el Premio OEA-CIDEM.
Actuó como Director/Solista de la Camerata Bariloche en 17 temporadas, en giras internacionales (USA y Europa 2007, México 2008).
Es Concertino de la Orquesta Filarmónica de Buenos Aires y de la Academia Bach. Fundó en 2009 el Cuarteto Petrus, elegido dos veces Mejor Conjunto de Cámara por la Asociación de Críticos Musicales de la Argentina. Reconocido experto en instrumentos de arco, escribió tres libros sobre el tema y regularmente rea-liza conferencias sobre luthería en distintas partes del mundo. 
En 2016, invitado por el Museo del Violino de Cremona, dio una conferencia y un recital de violín solo utilizando el célebre Stradivarius “Vesubio” de 1727.
Junto a la pianista Alicia Belleville ha grabado dos CD: “Llanuras” y “Romanticismos olvidados”.